# АЕС Брейдвуд
Генеруюча станція Брейдвуд розташована в окрузі Вілл на північному сході Іллінойсу, США. Атомна електростанція забезпечує електроенергією Чикаго та північний Іллінойс. Завод спочатку був побудований компанією Commonwealth Edison, а згодом переданий Com Материнська компанія Еда, Exelon Corporation. Після того, як Exelon відокремила свою компанію Generation, станція була передана Constellation Energy.
Ця станція має два реактори з водою під тиском Westinghouse. Блок №1 підключений до мережі в липні 1987 року. Блок №2 підключений до мережі в травні 1988 року. Блоки отримали ліцензію від Комісії ядерного регулювання на роботу до 2026 і 2027 років, потім надали продовжені ліцензії до 2046 і 2047 років.
Підвищення потужності в Брейдвуді, надане в 2001 році, робить її найбільшою атомною електростанцією в штаті, яка виробляє 2389 мегават. Проте три найбільші атомні електростанції штату Іллінойс майже однакові за генеруючою потужністю, оскільки атомна електростанція округу ЛаСалль має лише 2 Потужність менша, ніж атомна електростанція Брейдвуд і Байрон, лише на 4 МВт МВт менше, ніж LaSalle.

## Навколишнє населення
Комісія з ядерного регулювання визначає дві зони планування на випадок надзвичайних ситуацій навколо атомних електростанцій: зону впливу шлейфу радіусом 16 км, пов’язаних насамперед з впливом та вдиханням радіоактивного забруднення, що передається повітрям, і зоною шляхів ковтання близько 80 км, пов’язаних насамперед із прийомом їжі та рідини, забрудненої радіоактивністю.

## Сейсмічний ризик
Відповідно до дослідження NRC, опублікованого в серпні 2010 року, оцінка Комісії з ядерного регулювання щорічного ризику землетрусу, достатнього для того, щоб спричинити пошкодження активної зони реактора в Брейдвуді, становила 1 зі 136 986.

## Виробництво електроенергії
| Рік  | Jan       | Feb       | Mar       | Apr       | May       | Jun       | Jul       | Aug       | Sep       | Oct       | Nov       | Dec       | Annual (Total) |
| ---- | --------- | --------- | --------- | --------- | --------- | --------- | --------- | --------- | --------- | --------- | --------- | --------- | -------------- |
| 2001 | 1,727,831 | 1,552,470 | 1,728,556 | 1,656,495 | 1,639,129 | 1,692,442 | 1,695,033 | 1,694,293 | 1,365,275 | 1,791,768 | 1,403,693 | 1,778,667 | 19,725,652     |
| 2002 | 1,776,635 | 1,606,213 | 1,780,427 | 1,398,545 | 1,401,854 | 1,709,365 | 1,757,864 | 1,681,552 | 1,720,900 | 1,805,512 | 1,736,584 | 1,686,273 | 20,061,724     |
| 2003 | 1,816,256 | 1,640,320 | 1,802,294 | 1,238,127 | 1,751,854 | 1,734,721 | 1,781,398 | 1,776,654 | 1,735,685 | 1,795,175 | 1,251,200 | 1,703,248 | 20,026,932     |
| 2004 | 1,738,564 | 1,656,538 | 1,774,983 | 1,700,986 | 1,752,537 | 1,681,449 | 1,731,556 | 1,740,868 | 1,682,239 | 1,120,860 | 1,707,647 | 1,719,785 | 20,008,012     |
| 2005 | 1,766,686 | 1,600,815 | 1,671,600 | 1,271,881 | 1,611,456 | 1,678,960 | 1,719,344 | 1,722,304 | 1,497,776 | 1,766,153 | 1,714,922 | 1,774,486 | 19,796,383     |
| 2006 | 1,771,808 | 1,601,657 | 1,774,500 | 1,285,822 | 1,635,891 | 1,684,512 | 1,728,207 | 1,728,027 | 1,694,748 | 1,283,966 | 1,609,250 | 1,772,146 | 19,570,534     |
| 2007 | 1,776,321 | 1,603,492 | 1,766,825 | 1,714,126 | 1,748,069 | 1,613,663 | 1,731,300 | 1,639,632 | 1,669,428 | 960,189   | 1,662,661 | 1,772,143 | 19,657,849     |
| 2008 | 1,731,291 | 1,614,049 | 1,772,366 | 1,406,539 | 1,253,148 | 1,684,865 | 1,731,457 | 1,730,016 | 1,684,800 | 1,762,567 | 1,716,205 | 1,698,853 | 19,786,156     |
| 2009 | 1,773,707 | 1,601,852 | 1,703,629 | 1,066,241 | 1,752,417 | 1,681,940 | 1,708,525 | 1,604,232 | 1,684,125 | 1,191,320 | 1,685,359 | 1,774,630 | 19,227,977     |
| 2010 | 1,775,666 | 1,603,074 | 1,771,800 | 1,706,628 | 1,751,580 | 1,676,774 | 1,718,858 | 1,337,482 | 1,613,317 | 941,921   | 1,531,083 | 1,771,752 | 19,199,935     |
| 2011 | 1,773,967 | 1,602,025 | 1,769,725 | 1,335,527 | 1,337,621 | 1,670,148 | 1,681,029 | 1,708,345 | 1,677,370 | 1,752,582 | 1,707,585 | 1,761,103 | 19,777,027     |
| 2012 | 1,763,387 | 1,650,893 | 1,755,352 | 1,257,537 | 1,138,637 | 1,667,525 | 1,701,080 | 1,714,248 | 1,677,589 | 1,269,307 | 1,450,645 | 1,760,134 | 18,806,334     |
| 2013 | 1,758,895 | 1,591,601 | 1,757,169 | 1,701,870 | 1,736,436 | 1,584,370 | 1,577,738 | 1,714,573 | 1,037,402 | 1,734,598 | 1,705,258 | 1,762,065 | 19,661,975     |
| 2014 | 1,762,037 | 1,604,657 | 1,787,766 | 1,727,061 | 1,157,984 | 1,704,049 | 1,758,188 | 1,752,907 | 1,700,921 | 1,783,708 | 1,733,837 | 1,790,550 | 20,263,665     |
| 2015 | 1,790,116 | 1,616,252 | 1,708,243 | 1,190,005 | 1,775,399 | 1,706,635 | 1,745,967 | 1,756,624 | 1,694,698 | 1,208,233 | 1,731,106 | 1,786,733 | 19,710,011     |
| 2016 | 1,789,077 | 1,674,933 | 1,786,565 | 1,726,257 | 1,775,552 | 1,580,024 | 1,725,072 | 1,743,664 | 1,519,219 | 1,010,762 | 1,729,216 | 1,788,928 | 19,849,269     |
| 2017 | 1,788,994 | 1,615,460 | 1,785,899 | 1,458,880 | 1,186,574 | 1,687,165 | 1,744,669 | 1,752,523 | 1,625,618 | 1,773,757 | 1,734,093 | 1,789,922 | 19,943,554     |
| 2018 | 1,790,375 | 1,617,645 | 1,783,945 | 1,060,125 | 1,738,028 | 1,652,448 | 1,744,664 | 1,748,081 | 1,684,169 | 1,058,731 | 1,676,171 | 1,789,077 | 19,343,459     |
| 2019 | 1,788,805 | 1,616,748 | 1,786,313 | 1,725,411 | 1,775,688 | 1,705,590 | 1,713,430 | 1,735,984 | 1,610,607 | 1,271,291 | 1,732,484 | 1,788,789 | 20,251,140     |
| 2020 | 1,788,805 | 1,673,358 | 1,786,237 | 1,368,679 | 1,584,026 | 1,697,373 |           |           |           |           |           |           | 9,898,478      |